# Sân bay quốc tế Mactan-Cebu
Sân bay quốc tế Mactan-Cebu (tiếng Filipino: Paliparang Pandaigdig ng Mactan-Cebu, tiếng Cebuano: Tugpahanang Pangkalibutanon sa Mactan-Sugbo) (IATA: CEB, ICAO: RPVM) là một sân bay quốc tế chính ở vùng Visayas của Philippines. Sân bay này nằm ở Thành phố Lapu-Lapu, đảo Mactan, Metro Cebu và là cửa ngõ thứ hai của quốc gia này. Sân bay này thuộc quản lý của Cục sân bay quốc tế Mactan-Cebu.
Sân bay này có đường băng dài 3300 m và một đường lăn. Nhà ga hàng không có hai cánh nội địa và quốc tế với tổng công suất 4,5 triệu khách/năm. Sân bay có diện tích 10,56 km². Năm 2005, sân bay này phục vụ 2.789.699 lượt khách.  Lưu trữ ngày 27 tháng 9 năm 2007 tại Wayback Machine

## Các hãng hàng không

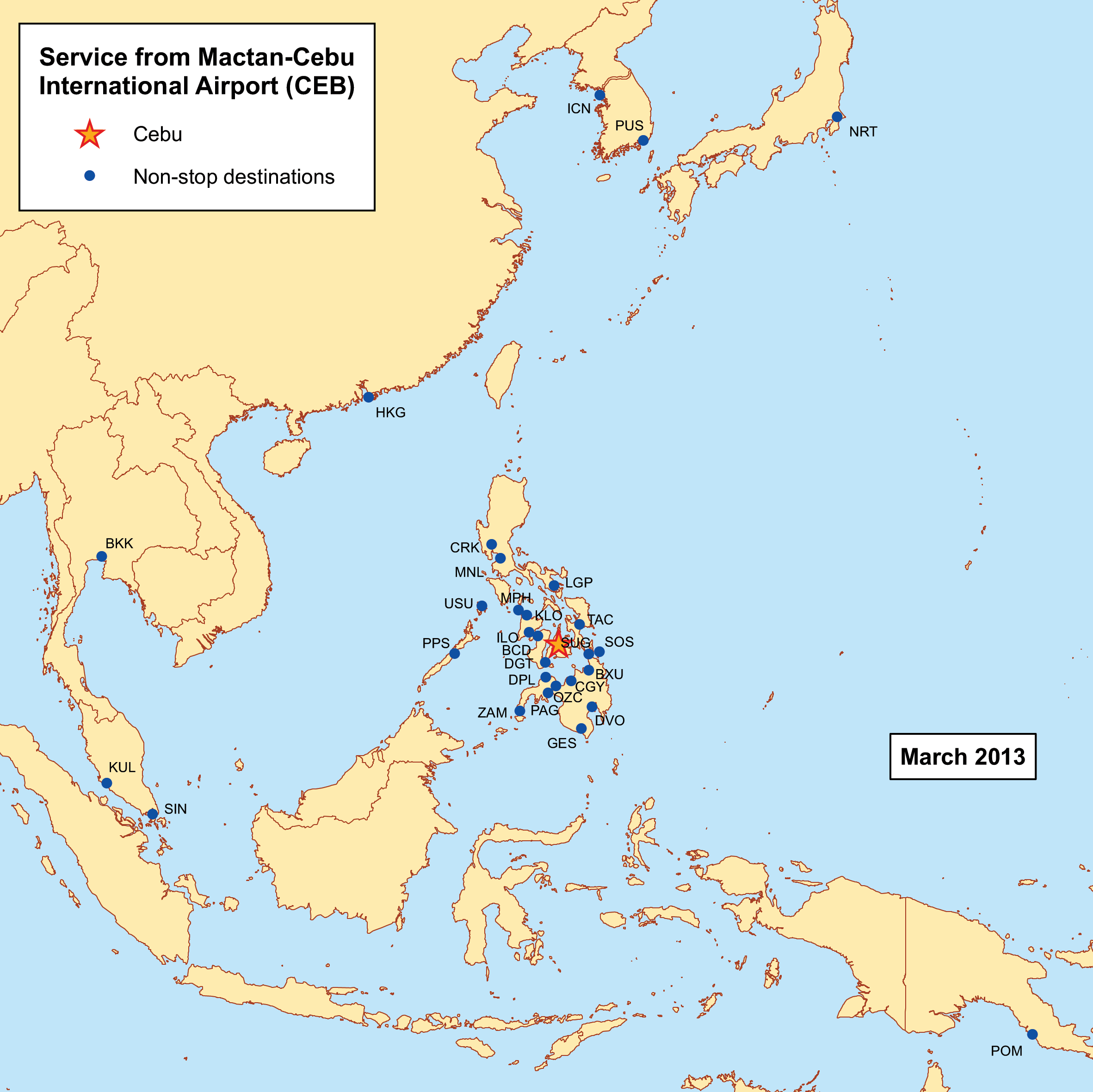
Destinations with service from Cebu.

The following airlines serve the Mactan-Cebu International Airport (as of February 2008):

### Cánh nội địa
- Asian Spirit (Malay)
- Cebu Pacific (Bacolod, Butuan, Cagayan de Oro, Davao, Iloilo, Manila, Manila-Clark, Puerto Princesa, Zamboanga)
- Philippine Airlines (Manila)
  - Air Philippines (Bacolod, Davao, General Santos, Iloilo, Malay, Tacloban)
- South East Asian Airlines (Cotabato, Malay, Manila-Clark, Mambajao)

### Cánh quốc tế
- Asiana Airlines (Seoul-Incheon)
- Cathay Pacific (Hong Kong)
- Cebu Pacific (Bangkok-Suvarnabhumi [từ ngày 06.04.08], Busan, Hong Kong, Seoul-Incheon, Singapore, Taipei-Taiwan Taoyuan)
- China Airlines
  - Mandarin Airlines (Kaohsiung, Taipei-Taiwan Taoyuan)
- China Eastern Airlines (Shanghai-Pudong)
- Korean Air (Seoul-Incheon)
- Malaysia Airlines (Kota Kinabalu, Kuala Lumpur)
- Philippine Airlines (Seoul-Incheon, Tokyo-Narita)
- Qatar Airways (Doha)
- Singapore Airlines
  - SilkAir (Singapore)
- South East Asian Airlines (Semarang)

### Các hãng trước đây
- Aerolift Philippines
- China Southern Airlines
- Continental Micronesia
- DragonAir
- Gulf Air
- Grand Air International
- Mindanao Express
- Singapore Airlines